# Chevrolet

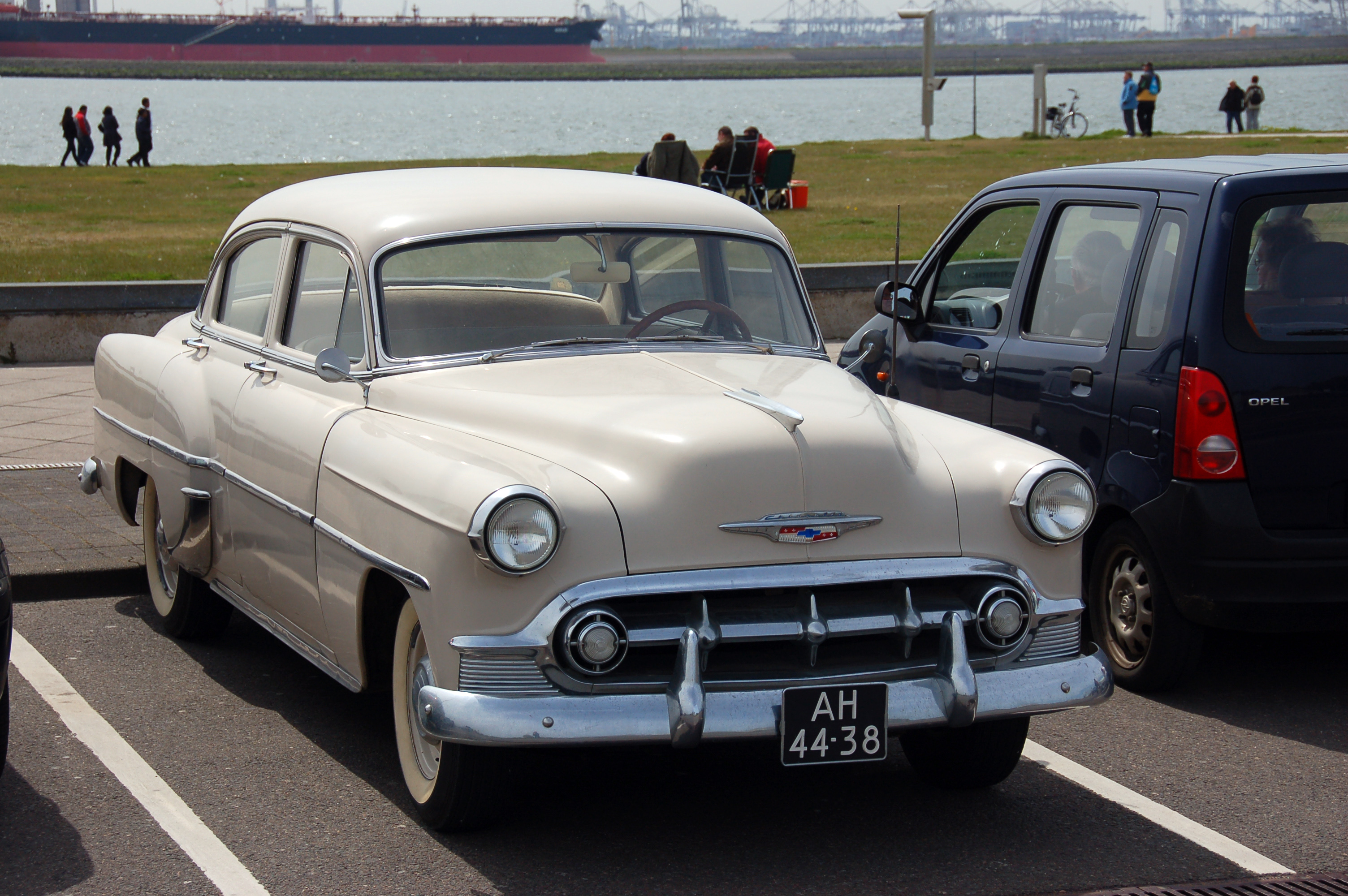
Chevrolet Bel Air

A Chevrolet amerikai gépkocsigyár, a General Motors tagja.
A Chevrolet, közismert nevén Chevy, az Egyesült Államok egyik legismertebb autómárkája, amely a General Motors (GM) részeként működik. A márka története szorosan összefonódik Louis Chevrolet és William C. Durant neveivel, akik 1911. november 3-án megalapították a Chevrolet Motor Car Company-t. Azóta a Chevrolet nem csupán autókat gyártott, hanem kultúrája és filozófiája is mély hatást gyakorolt az amerikai autóiparra.
Louis Chevrolet, egy tehetséges pilóta és mérnök, valamint testvére, Arthur Chevrolet együttműködtek Durant-tel, hogy életre hívják az új autómárkát. Az alapítás után nem sokkal Durant egy fordított fúzióval megszerezte a General Motors irányítását 1918-ban, így visszatérhetett a GM elnöki posztjára. A Chevrolet márka célja kezdetben az volt, hogy konkurenciát nyújtson Henry Ford Model T-jének, és 1929-re már a legkeresettebb autóvá vált az Egyesült Államokban
A Chevrolet járműveit világszerte forgalmazzák, és a márka folyamatosan bővíti piaci jelenlétét. Az ausztrál piacon például a Holden Special Vehicles képviselte a Chevyt, majd 2018-ban visszatért a régióba az új Camaro és Silverado modellek bevezetésével. Az Egyesült Államokban széles választékot kínálnak: kiskategóriás autóktól kezdve egészen közepes teherautókig minden megtalálható. Európában a Chevrolet 2005-ben került újra forgalomba, amikor a GM Daewoo által gyártott járműveket értékesítették. Az elképzelés az volt, hogy globális márkaként pozicionálják a Chevyt, de 2013 végén GM bejelentette, hogy 2016-tól visszavonulnak Európából. Ennek ellenére a Camaro és Corvette továbbra is elérhető maradt ezen a piacon.
A Chevrolet nem csupán egy autómárka; mára szimbólumává vált az amerikai autógyártásnak. Alfred Sloan híres mondása – „egy autó minden pénztárcának és célra” – jól tükrözi azt a filozófiát, amely mentén a Chevy arra törekedett, hogy mindenki számára elérhetővé tegye járműveit. Az amerikai kultúrában gyakran használják a "Chevrolet", "Chevy" vagy "Chev" kifejezéseket mint általános kifejezéseket a GM termékeire.

## Története
William C. Durant, aki 1908-ban alapította meg a General Motors-t, 1910-ben távozott a vállalat vezetéséből. Az autóiparban szerzett tapasztalatait és kapcsolatait felhasználva kezdte el a Chevrolet Motor Car Company megalapítását. Az első gyárat Flintben, Michigan államban helyezték el, ahol a híres "Chevy Commons" területén indult el az autógyártás. Durant célja az volt, hogy Louis Chevrolet versenyzői hírnevét kihasználva új alapokra helyezze az autógyártást.
A Chevrolet jelentős előnyöket szerzett az overhead valve motor alkalmazásával, amely forradalmasította az autók teljesítményét és hatékonyságát. A Buick korábbi tulajdonosaként Durant rendelkezett a szükséges szabadalmakkal és technikai ismeretekkel ahhoz, hogy ezt az innovációt bevezesse. Az első Chevy modell, a Series C Classic Six tervezése Etienne Planche irányítása alatt zajlott, Louis Chevrolet utasításai alapján. Bár a Chevrolet 1911-ben alakult meg, az első valódi gyártási modell csak 1913-ra készült el. A korai modellek közül mindössze egy prototípus készült el 1912 elején, amely folyamatos finomításon esett át. Ez a szakasz kulcsszerepet játszott abban, hogy a márka megbízható és innovatív termékeket tudjon kínálni.
Az ikonikus embléma eredete
Az emblémát először 1914-ben használták a Chevrolet H sorozatú modelljein, például a Royal Mail és Baby Grand modelleken, valamint az L sorozatú Light Six modellen. A legenda szerint Louis Chevrolet alapító egy francia szállodai szoba tapétájáról merítette ihletét a logó megalkotásához. Azonban Ken Kaufmann történész legújabb kutatásai arra utalnak, hogy a logó valójában a "Coalettes" szénvállalat emblémájából inspirálódott. Ezt az elméletet egy 1911-es Atlanta Constitution hirdetés is alátámasztja, amely bemutatta a Coalettes logóját. Egy másik elmélet szerint a bowtie embléma egy stilizált svájci kereszt, amely Louis Chevrolet szülőhazájának tiszteletére készült. Az évek során különböző változatokban használták a logót: gyakran kék színt alkalmaztak a személyautóknál, aranyat a teherautóknál, míg piros körvonalakat használtak a sportosabb modellekhez. Végül 2004-ben Chevrolet egységesítette járműmodelljeit az arany bowtie emblémával, hogy erősítse a márka kohézióját és megkülönböztesse magát fő versenytársaitól, mint például a Ford kék ovális logójától és a Dodge piros elemeitől.
Az évek során Louis Chevrolet és William Durant között kialakuló feszültségek eredményeként 1914-ben Chevrolet eladta részvényeit Durantnak. 1916-ra azonban a cég annyira jövedelmezővé vált - főként a sikeres Series 490 modellnek köszönhetően - hogy Durant újra meg tudta vásárolni a General Motors irányítási részvényeit. Miután az üzletet 1918-ban lezárták, Durant lett a General Motors elnöke, és Chevrolett külön divízióként beolvasztották a GM-be. A gyártási központok Flintben (Michigan) helyezkedtek el, míg további összeszerelő üzemek működtek Tarrytownban (New York), Norwoodban (Ohio), St. Louisban (Missouri), Oaklandben (Kalifornia), Ft. Worthben (Texas) és Oshawa-ban (Ontario). Az 1918-as modellévben bemutatott Series D V8-as motorral szerelt modelljei sajnos nem arattak osztatlan sikert, így ezt követően 1919-re eltávolították őket a kínálatból.
Az 1919-es év különösen fontos volt, amikor a GMC kereskedelmi szintű teherautói Chevrolet néven kerültek forgalomba, ugyanazzal a vázzal, amelyet a Chevrolet személygépkocsik használtak. Ez az átalakulás nem csupán a járművek megjelenésére hatott, hanem a vállalat stratégiai irányvonalára is.
A Chevrolet központi irodája 1921 áprilisáig New Yorkban működött, majd átköltözött a General Motors épületébe Detroitba. Ez az áthelyezés kulcsfontosságú volt, mivel lehetőséget teremtett a vállalat számára, hogy közel kerüljön a GM többi divíziójához. Egy évvel később egy menedzsment felmérés azt javasolta, hogy szüntessék meg a Chevrolet divíziót. Alfred P. Sloan Jr. azonban más véleményen volt, és William S. Knudsen kinevezésével sikerült javítani a termelési teljesítményt. A Chevrolet népszerűsége folyamatosan növekedett az 1920-as években, amikor az exporttevékenység is fellendült. A Bloomfield-i üzem újrahasznosítása során különböző járművekhez szükséges alkatrészeket állítottak elő, amelyeket vasúton szállítottak el az óceánon túli gyártóüzemekbe.
A 20-as éveket követően a Chevrolet komoly versenytársa lett a Fordnak és később a Plymouthnak is. Az 1929-es "Stovebolt" motor bevezetése forradalmasította a piacot, hiszen egy hat-hengeres motort kínáltak négyhengeres árban. Ezzel nem csupán technológiai előnyre tettek szert, hanem sikerült elérniük azt is, hogy szélesebb vásárlói rétegek érdeklődését felkeltsék. A Nagy Gazdasági Válság idején a Chevrolet Master új formaterve Art Deco hatásokat tükrözött, és számos vásárlóra talált. A háború utáni időszakban pedig olyan modellek, mint a Chevrolet Deluxe és Fleetline váltak népszerűvé.
Az 1950-es és 60-as években a Chevrolet dominálta az amerikai autópiacot. Az 1953-as Corvette bemutatása nem csupán sportautók kategóriájában hozott újdonságokat; ez volt az első olyan kétüléses sportkocsi, amely üvegszálas testtel készült. Az innovációk sora itt nem állt meg: 1957-ben bemutatták az első üzemanyag-befecskendezős motort is. 1960-ban a Chevrolet belépett a kompakt autók piacára is Corvair modellel, amelynek hátul elhelyezett levegőhűtéses motorja forradalminak számított. Ekkor már minden tizedik eladott autó az Egyesült Államokban Chevrolet volt.
A 60-as évek végén és a 70-es évek elején a Chevrolet Impala sorozat nem csupán népszerű volt, hanem egyfajta kulturális ikonná vált. Az Impala vonzó dizájnja és kényelme sok család számára elsődleges választássá tette. Ezzel párhuzamosan megjelentek más sikeres modellek is, mint például a Chevrolet Chevelle, amely bevezette a Chevy Monte Carlo-t, valamint az olcsón elérhető Chevrolet Nova, amely alapját képezte a Camaro-nak. Az Impala mellett a Chevelle és Nova szintén jelentős szereplői voltak az amerikai piacon. A Chevelle sportos vonalai és teljesítménye vonzotta az autósport szerelmeseit, míg a Nova praktikus megoldásaival szolgálta ki az átlagos vásárlókat.
A 70-es évekre azonban elkezdett megváltozni az autóvásárlási trend. A kis méretű, üzemanyag-takarékos import modellek iránti kereslet növekedésével a Chevrolet Vega debütált, amelynek célja az volt, hogy megfeleljen ezeknek az új igényeknek. A Vega mellett érkezett a Chevrolet Chevette is, amely nemzetközi együttműködés eredményeként született meg. A piaci nyomás hatására és mivel hiányzott egy versenyképes kisautó-sorozat, a Chevrolet több japán modellt is importált és átnevezte őket. Ilyen volt például a Suzuki által gyártott Chevrolet Sprint és az Isuzu által szállított Chevrolet Spectrum. Ezek az autók jobban megfeleltek azoknak az igényeknek, amelyeket olyan népszerű modellek képviseltek mint például a Toyota Corolla vagy Honda Civic.
A 80-as évek közepére már egyértelművé vált, hogy változtatásokra van szükség. A Chevy Citation lett az első kompakt méretű front-hajtású modelljük, amit később követett a Cavalier és Celebrity. Ezek az autók jól tükrözték azt az irányt, amerre az autóipar fejlődött. A 90-es években tovább bővült a paletta: partneri kapcsolatot alakítottak ki a Toyotával, aminek eredményeként megjelent a Geo Prizm mellett hazai gyártású Chevrolet Corsica is. Ezen kívül nőtt az érdeklődés a családi szedánok iránt; ennek köszönhetően számos vásárlót vonzottak olyan modellek mint például a Chevrolet Lumina.
A Chevrolet kis blokk V8 motor megjelenésével új korszak kezdődött az autóiparban. Az alapvető tervezés egyszerűsége és hatékonysága lehetővé tette, hogy különböző GM márkák – mint például Pontiac, Oldsmobile és Buick – használják. Az évek során a motort több mint 4,3-tól egészen 9,4 literes hengerűrtartalommal gyártották, teljesítménye pedig 111 lóerőtől (83 kW) egészen 994 lóerőig (741 kW) terjedt. Az újabb modellek fejlesztése során az alumínium blokkok és fejek, valamint az elektronikus motormanagement rendszerek bevezetése forradalmasította a teljesítményt és a hatékonyságot.
A Chevrolet 2000-ben újraélesztette az ikonikus Impala modellt, de ezúttal egy középkategóriás, elsőkerék-meghajtású négyajtós sedán formájában. A 2014-2020 között gyártott utolsó generációs Impala már egy nagyobb méretű, teljes méretű személyautónak számított. A vállalat nemcsak a régi modellek újjáélesztésére összpontosított, hanem új járművek bevezetésével is igyekezett helyreállítani piaci pozícióját. A 2007–2010-es gazdasági válság után a Chevrolet jelentős előrelépést tett: új és energiatakarékosabb modellek fejlesztésével sikerült versenyelőnyhöz jutniuk a külföldi gyártókkal szemben. A plug-in hibrid Chevrolet Volt bevezetése 2010 végén mérföldkőnek számított; ez a modell számos díjat nyert el, többek között Észak-Amerika Év Autója címet is. A Volt család világszerte több mint 100 ezer példányban kelt el 2015 októberére.
2016 októberében bemutatták a Chevrolet Bolt EV-t – az első megfizethető tömeges piaci elektromos autót, amely képes volt több mint 320 km-es hatótávra. A Bolt EV számos elismerést kapott, beleértve a Motor Trend Év Autója díjat is. Ezek az innovációk nemcsak hogy tükrözik a Chevrolet alkalmazkodóképességét és technológiai fejlődését, hanem bizonyítják azt is, hogy képesek lépést tartani a globális autóipar változásaival.

## Nemzetközi jelenlét
Mexikó
Mexikóban a Chevrolet egyedülálló mixet kínál az Egyesült Államokból, Koreából, valamint más forrásokból származó modellekből. Az Opel által származtatott járművek, mint például a Vectra, Astra és Corsa, jól ismertek a mexikói vásárlók körében. Ezen kívül az ország saját fejlesztésű modelljei is megtalálhatóak, például a Chevy C2, amely egy átdolgozott régi generációs Corsa B. A Chevrolet mexikói portfóliója kiemelkedő amerikai platformokra épülő járműveket is tartalmaz. Ilyenek például az Avalanche, Suburban, Equinox és Tahoe. Ezek a modellek nemcsak helyi igényeket szolgálnak ki, hanem exportálják őket más piacokra is, például az Egyesült Államokba és Kanadába. A múltban a GM Mexikóban összeszerelte ezeket a járműveket az export céljából.
Kína
2009-re Kína vált a Chevrolet harmadik legnagyobb piacává, ahol az eladások elérték a 332 774 járművet. Azóta ez a szám folyamatosan növekedett, hiszen 2010-re már több mint félmillió Chevyt értékesítettek az országban. A Cruze modell ekkoriban kiemelkedő népszerűségnek örvendett. A 2018-as évben Kínában összesen 673 376 helyben gyártott Chevyt adtak el, ami csökkent az előző évi rekordhoz képest. A Chevrolet piaci részesedése Kínában 2.90%-ra csökkent ebben az időszakban. Azonban még így is sikerült néhány modellt kiemelniük: a Cavalier átlagosan havi 10 000 darabos eladással vezetett, míg további népszerű modellek voltak a Malibu és az Equinox.
India
A Chevrolet hivatalosan 2003. június 6-án kezdte meg működését Indiában, miután a GM India egy közös vállalkozás keretében már korábban is jelen volt az országban. Az első modelljeik között szerepelt a Chevrolet Corsa, Astra és Vectra, amelyeket a Gujarat állambeli Halolban gyártottak. A márka népszerűsége gyorsan növekedett, és a portfóliójuk bővült többek között a Chevrolet Cruze, Spark, Optra és Tavera modellekkel. A Chevrolet nemcsak autókat forgalmazott Indiában; emellett motorokat is szállított a Formula Rolon együléses versenysorozat számára. A gyár fejlesztései és innovációi révén a Chevrolet fontos szereplővé vált az indiai autópiacon.
2017-re azonban a GM úgy döntött, hogy leállítja a Chevrolet autók gyártását és értékesítését Indiában. Ez az elhatározás sokakat meglepett, hiszen a márka piaci részesedése folyamatosan nőtt. A döntés hátterében számos tényező állt: a globális verseny fokozódása, valamint az indiai piac sajátosságai. A GM azonban továbbra is fenntartotta szervízközpontjait az országban, lehetővé téve ezzel a meglévő ügyfelek számára járműveik karbantartását.
Indonézia
1999-ben a Chevrolet márka belépett az indonéz piacra, miután az Opel átnevezésre került. Ez a lépés nemcsak véletlen egybeesés volt, hanem jelezte Chevy komoly érdeklődését Indonézia iránt. Az évek során a Chevrolet számos modellt kínált, azonban 2020 márciusában a cég bejelentette, hogy leállítja autóinak forgalmazását és gyártását az országban. E döntés hátterében gazdasági nehézségek és a piaci verseny fokozódása állt. Ez a változás jelentős hatással volt az indonéz autópiacra, hiszen a Chevrolet népszerűsége csökkenni kezdett. A vásárlók körében a márka iránti bizalom megingott, így sokan más alternatívákat kerestek.
Japán
Japánban a Chevrolet jelenléte szintén érdekes fordulatokat hozott. 1995 és 2000 között a Toyota egy megállapodás keretében forgalmazta a harmadik generációs Chevrolet Cavalier-t Toyota Cavalier néven. Ez lehetővé tette számukra, hogy elkerüljék az Egyesült Államokba irányuló exportkorlátozásokat. Érdekes módon a GM által gyártott OHV Chevrolet Stovebolt motorját visszafejtették, amikor a Toyota létrehozta saját Type A motorját. A 2000-es évek közepén a Suzuki is aktívan részt vett Chevrolet modellek forgalmazásában Japánban. Az importált modellek között szerepelt többek között a Chevrolet TrailBlazer és az Optra wagon. A Suzuki nemcsak forgalmazta ezeket az autókat, hanem gyártotta is őket, például a Chevy MW mikrobuszt, amely alapvetően egy Suzuki termék volt. A 2010-es években General Motors Japan Limited elkezdett forgalmazni olyan modelleket, mint Sonic, Captiva és Camaro, de ezekből csak korlátozott számú példány jutott el a piacra. Az importálási tevékenységeket végül Mitsui Bussan Automotive vette át 1992 óta, de 2011 novemberében bejelentették GM import üzletáguk megszüntetését.
Kazahsztán
2020 márciusában Kazahsztánban, Kostanay városában megnyílt egy új összeszerelő üzem, amelyet az Uzbekistanban működő UzAuto Motors és a kazah Allure Group of Companies közösen alakított ki. Az üzem elsődleges célja Chevrolet-branded járművek gyártása, ami nemcsak a helyi gazdaság számára jelent előnyöket, hanem hozzájárul a régió autóipari fejlődéséhez is. 2024 márciusától kezdve az üzemben megkezdődött a Chevrolet Onix teljes knock-down készletekből való összeszerelése. Ez a lépés azt jelzi, hogy Kazahsztán egyre fontosabb szereplővé válik az autóipar globális térképén. Az Almaty városában található külön dealer által importált Tahoe és Traverse modellek szintén hozzájárulnak a márka sokszínűségéhez. A Chevrolet jövője Kazahsztánban tehát fényesnek tűnik, ahogy az ország folytatja a fejlesztéseket az autógyártás terén.
Kirgizisztán
Kirgizisztán is lépést tart ezzel a trenddel. A közeljövőben UzAuto Motors és a kirgiz DT Technikis közös vállalkozásaként egy új összeszerelő üzem nyílik Bishkek közelében, 2024 nyarán. Az üzem kezdetben importált alkatrészekből fog dolgozni, de hosszú távú terveik között szerepel az önálló alkatrészgyártás beindítása is. A tervek szerint körülbelül 10 000 járművet fognak összeszerelni félkész készletekből az első húsz hónapban. A Chevrolet Cobalt kompakt sedan lesz az első modell, amelyet itt fognak összeszerelni. Ez nemcsak a helyi munkaerőpiac számára jelent lehetőségeket, hanem szélesebb értelemben hozzájárul Kirgizisztán gazdasági növekedéséhez is.
Malajzia
A Chevrolet története Malajziában 2003-ban kezdődött, amikor belépett a piacra, felváltva ezzel az Opel márkát. Az ezt követő években a GM és a DRB-HICOM közötti közös vállalkozás révén számos modellt forgalmaztak, mint például az Aveo vagy Optra. Azonban 2010-re Naza Quest Sdn Bhd vette át a Chevy kereskedelmét Malajziában. Bár 2018-tól Naza Quest Sdn Bhd leállította az új Chevrolet járművek forgalmazását Malajziában, továbbra is biztosítják a garanciális szolgáltatásokat és az utólagos támogatást meglévő ügyfeleik számára. Ez azt jelenti, hogy bár az új modellek már nem érhetők el, a Chevrolet márka iránti elkötelezettség továbbra is él.
Közel-Kelet
A Chevrolet közel-keleti piaca különös figyelmet kapott az évek során. A Chevrolet-badged autók, teherautók, SUV-k és crossoverek többsége a GM Koreából és Észak-Amerikából származik. Az egyik érdekes tény, hogy korábban egyes modellek az ausztrál GM Holden gyárából érkeztek, ami hozzájárult a márka sokszínűségéhez. A közel-keleti piacon működő Chevrolet Special Vehicles divízió különösen figyelemre méltó. 2007 decembere óta kínálják a nagy teljesítményű CR8 szedánt, amelynek motorja 400 lóerős (300 kW). A Holden Commodore-t itt Chevrolet Lumina néven forgalmazzák, míg a hosszabb tengelytávú Holden Caprice-t Chevrolet Caprice néven ismerhetjük. A közel-keleti flottában található SUV/crossover kategóriában olyan modellek szerepelnek, mint a Groove, Captiva, Blazer, Tahoe és Traverse. A teherautók között pedig kiemelkedik a Silverado. Korábban olyan modellek is elérhetők voltak, mint a Cruze, Malibu, Sonic és Avalanche.
Pakisztán
Pakisztánban a Chevrolet egy helyi autógyártóval, a Nexus Automotive-tal való együttműködéssel lépett be a piacra. Ez az együttműködés lehetővé tette számára, hogy olyan modelleket vezessen be az országba, mint az Optra, Spark, Joy, Aveo és Cruze. Ezen kívül elérhető volt a Chevrolet Colorado is. Az ilyen típusú helyi partnerségek nemcsak elősegítik az autók elérhetőségét Pakisztánban, hanem hozzájárulnak a gazdaság fejlődéséhez is. A helyi gyártás csökkenti az importköltségeket és javítja az autók fenntarthatóságát.
Fülöp-szigetek
A márka története a Fülöp-szigeteken is gazdag és sokszínű. A Chevrolet Bel-Air, Impala, Malibu és az első generációs Camaro hosszú időn keresztül a Yutivo család által működtetett General Motors üzemében készült, ami igazi mérföldkő volt a helyi autógyártásban. Az évek során a Chevrolet nemcsak saját modelljeit, hanem más neves márkákat is összeszerelt, például Opelt, Pontiacot, Holdent és Vauxhallt.
A GM 1985-ben kivonult a Fülöp-szigetekről, ami jelentős hatással volt a márka jelenlétére az országban. Ezen időszak alatt több ikonikus modell – mint például a Chevrolet Suburban és Astro – illegálisan került be az országba. A helyi piac igényei továbbra is fennálltak, így nem meglepő, hogy a Chevrolet 2000-ben visszatért. Jelenlegi működéseket a The Covenant Car Company Inc. irányítja, amely 2009 júliusában alakult meg és októberben kezdte meg üzleti tevékenységét.
Ma már legalább 24 Chevrolet szalon található szerte a Fülöp-szigeteken. Az aktuális modellpaletta széleskörűen változatos: megtalálható benne a Chevrolet Spark, Sail, Cruze, Malibu, Colorado, Trax, Trailblazer és természetesen az amerikai autózás ikonikus képviselői is, mint a Suburban és Tahoe. 2018-ban érkezett meg a Corvette is a kínálatba, amely immár legdrágább járműként büszkélkedhet. A Camaro 2019-es visszatérése szintén jelentős esemény volt; az új 2.0 literes turbómotorral rendelkező változat 275 lóerővel és 398 Nm nyomatékkal versenyzik a Ford Mustanggal. Ez az újbóli debütálás nemcsak az autórajongók számára volt izgalmas hír, hanem jelezte azt is, hogy a Chevrolet elkötelezett amellett, hogy versenyképes maradjon egy dinamikus piacon.
Dél-Korea
Dél-Koreában a Chevrolet globális termékei sokáig Daewoo Motors márkanevén kerültek forgalomba. 2011 februárjában azonban teljes mértékben átálltak a Chevrolet névre. Az új modellek között megtaláljuk például a Camaro-t és az Orlando-t is. Az Impala 2015-ös bevezetése azt jelzi, hogy GM komolyan gondolja Dél-Korea piacát. Azonban Dél-Koreában is kihívásokkal kellett szembenézniük; több gyár bezárása után (mint például Gunsan üzem) csökkentették kínálatukat. A legnépszerűbb modellek továbbra is a Chevrolet Spark és Malibu maradtak.
Thaiföld
A General Motors 2003 óta működteti Rayong-ban található gyárát, ahol több népszerű Chevrolet modellt is gyártanak, köztük a Colorado pickupot és a Captiva SUV-t. Az amerikai piacra szánt Colorado exportjának bővítése érdekében a GM jelenleg költségcsökkentési lehetőségeket vizsgál. Az egyik alternatíva a Rayong-i üzem kapacitásának növelése lenne, amely lehetővé tenné, hogy az Egyesült Államokba is exportálják az autókat. Ez azonban csak akkor valósulhat meg, ha szabadkereskedelmi megállapodást kötnek az Egyesült Államok és Thaiföld között, mivel jelenleg 25%-os vám terheli az Egyesült Államokba importált nem FTA országokból származó pickupokat.
Bár a Chevrolet Colorado továbbra is fontos termék Thaiföldön, nem szabad figyelmen kívül hagyni más modellek jelentőségét sem. A Captiva 2007 óta készül a Rayong-i gyárban, amely szintén része volt az amerikai autógyártó kínálatának. Emellett olyan modellek is készültek itt, mint az Aveo és a Cruze. Azonban 2020-ban a Chevrolet bejelentette, hogy megszünteti tevékenységét Thaiföldön, eladva a Rayong-i gyárat a Great Wall Motors-nak. Ez jelentős változást hozott az autópiacon, hiszen bár az utólagos értékesítés és javítás továbbra is elérhető lesz az engedéllyel rendelkező műhelyek által, maguk az új járművek már nem lesznek elérhetőek.
Üzbegisztán
Az UzAuto Motors, amely korábban GM Uzbekistan néven volt ismert, egy állami tulajdonú autógyártó Asaka városában található, és számos Chevrolet modellt gyárt belföldi és export célokra. A GM 2019-ben eladta részesedését az üzbegisztáni kormánynak, így teljesen állami irányítás alá került. Az UzAuto Motors különböző modelleket állít elő, beleértve olyan népszerű típusokat mint a Damas vagy Matiz.
Ausztrália
A Chevrolet története Ausztráliában 1918-ra nyúlik vissza, amikor elkezdődött a helyi összeszerelés. 1926-ra a General Motors (Australia) Pty Ltd öt államban létesített üzemeket, hogy Chevroleteket és más GM járműveket gyárthasson. A Holden Motor Body Builders által szállított karosszériák felhasználásával kezdődött meg a helyi termelés. 1931-ben a GMH (General Motors-Holden) létrejötte új irányt adott az ausztrál autógyártásnak.
A második világháború után 1946-ban újraindult a termelés, és 1949-től kezdve az ausztrál Chevroletek Kanadai Chevrolet-ből importált alkatrészekből készültek. A Coupe Utility karosszéria helyi gyártása 1952-ig folytatódott. Az utolsó teljes év, amikor Chevrolettel foglalkoztak Ausztráliában, 1968 volt. Ennek ellenére a klasszikus Chevrolet modellek – mint például a Bel Air és Impala – továbbra is népszerűek maradtak az országban.
Az 1970-es évek végétől az 1980-as évek elejéig a Chevrolet név különféle könnyű kereskedelmi járműveken is megjelent Ausztráliában. Később, 1998-tól 2001-ig a Chevrolet Suburban-ként ismert járművet Holden Suburban néven forgalmazták. Az utóbbi években, miután a Holden márkát 2021-ben nyugdíjazták, a General Motors Specialty Vehicles hálózat alatt kezdte el újra forgalmazni Chevrolettjeit. 2018-ban a Chevrolet márka visszatért Ausztráliába, bemutatva a Camaro 2SS Coupét és a Silverado HD pickupokat. Ezeket az autókat jobboldali kormányos kivitelben alakították át az ausztrál piac igényeinek megfelelően.
A Chevrolet márka aktívan bővíti jelenlétét Ausztráliában, beleértve annak lehetőségét is, hogy a Camaro részt vegyen a V8 Supercar Series versenyeken.
Dél-Afrika
A Chevrolet 1965 óta volt a General Motors (GM) fő márkaneve Dél-Afrikában. Az első modellek CKD (Complete Knock Down) készletekből épültek fel az ország Port Elizabeth-i üzemében. A kezdetben amerikai modellek másolásával indult gyártás idővel egyre inkább lokalizálódott: a dél-afrikai piac igényeinek megfelelően alakították át az autókat. Így születtek meg olyan ikonikus modellek, mint a Biscayne és a Ranger. A 70-es évekre a Chevrolet Dél-Afrika sajátos igényeihez igazodva kezdett fejlődni. Az ausztrál GM-Holden modelljein alapuló nagyobb Chevrolet-k, mint például a Kommando és a Constantia mellett megjelentek kisebb modellek is, mint a Vauxhall Viva alapján készült Firenza. Ezek az autók nemcsak formájukban, hanem motorjaikban is különböztek az amerikai verzióktól.
Dél-Afrikában számos érdekes modell született, amelyek tükrözték az ország autós kultúráját. A Nomad például teljesen eltérő volt az amerikai verziótól: míg az Egyesült Államokban station wagonként ismerték, Dél-Afrikában egy SUV-ként funkcionált, mielőtt az SUV-k valóban népszerűvé váltak volna. Az 1980-as évek elejére azonban a Chevy népszerűsége csökkent, és a GM úgy döntött, hogy átáll Opel modellekre. A politikai helyzet miatt 1986-ban végleg kivonultak Dél-Afrikából. Az ország helyi vállalkozói átvették a GM dél-afrikai működtetését, amely Delta Motor Corporation néven folytatta tevékenységét.
A 90-es évek politikai változásainak köszönhetően GM ismét belépett Dél-Afrika piacára. A Chevrolet név 2001-ben tért vissza, amikor bemutatták a Lumina modellt – ez egy rebadged Holden Commodore volt. Azóta számos új modell jelent meg, köztük a Spark Lite és az Aveo. Az utóbbi években azonban nehézségek adódtak: 2017-ben GM végleg kivonult Dél-Afrikából. Az Isuzu átvette teherautó-üzletágát és gyárát, míg a Chevrolet márka értékesítése megszűnt.
Európa
A Chevrolet 2005 előtt Európában elsősorban az Egyesült Államokban népszerű modellek módosított változatait forgalmazta. Ilyenek voltak például az Alero, amely egy rebadged Oldsmobile Alero volt, vagy a Trans Sport, ami a Chevrolet Venture frontális részével ellátott Pontiac Trans Sport volt. Ezen kívül olyan ikonikus modellek is elérhetőek voltak, mint a Camaro, a Corvette és a TrailBlazer. Az Impala V8 szedánokat is forgalmazták, amelyek nagycsaládos autóként és kedvező árú executive autókként is szerepeltek.
2005-től kezdődően a GM Daewoo összes modelljét Chevrolet néven forgalmazták Európában. Ez a lépés nemcsak a márka megújulását hozta el, hanem új modellek széles skáláját is bemutatta a vásárlóknak. A Daewoo modellek Chevrolet márkanevűvé válása globális szinten is megtörtént 2003 óta, azonban az Egyesült Államokban más márkanevekkel találkozhattunk.
A 2000-es évek közepén a Corvette és Cadillac modellek külön disztribúciós csatornákon keresztül érkeztek Európába, de 2010-ben a Kroymans Corporation Group csődje után a General Motors újraindította a Chevy jelenlétét egy svájci leányvállalat segítségével. Ekkor ismét elérhetővé váltak olyan klasszikus modellek, mint a Corvette, Camaro és Malibu.
2016 elején a General Motors jelentősen csökkentette európai tevékenységét, hogy megerősítse Opel és Vauxhall márkáit. Jelenleg a Chevrolet termékpalettája csak néhány ikonikus modellre korlátozódik; ezek közé tartozik például a Corvette Stingray. Fontos megjegyezni azt is, hogy míg Nyugat- és Közép-Európában 2005 óta évente körülbelül 200 ezer Chevrolet járművet értékesítettek – csúcsévükben 216 ezer egységet –, addig Oroszországban az eladások folyamatosan növekedtek. Az utolsó adatok szerint 2022-re csak néhány modellt kínálnak Európa legtöbb országában. A Szovjetunió utódállamaiban pedig az UzAuto Motors gyártja és forgalmazza a Chevrolet autókat.
Lengyelország
A Kubuś, amelyet a Lengyel Haza Hadserege (Armia Krajowa) készített, egy improvizált páncélozott autó volt, amelyet kifejezetten a német hadsereg elleni harcra terveztek. A Chevrolet 157 teherautó vázára épített jármű egyedi megoldásokat alkalmazott, hiszen az ellenállásnak korlátozott erőforrásai voltak. A páncélzata és fegyverzete lehetővé tette, hogy az insurgensek hatékonyan védekezzenek és támadjanak a megszálló erők ellen Varsó belvárosában.
1944 augusztusában a varsói felkelés során a Kubuś kulcsszerepet játszott. A felkelők számára nem csupán egy jármű volt, hanem egy reménysugár és bátorságot adó eszköz a harcban. Az autó kitartott számos összecsapás során, de végül súlyosan megsérült. Érdekesség, hogy a háború végén megmaradt példányt 1945-ben elszállították a Lengyel Hadsereg Múzeumába, ahol ma is látható
A Kubuś története nem ér véget azzal, hogy túlélt egy háborút. 2004-ben Juliusz Siudziński elkészített egy teljes méretű működő replikát, amely bemutatja ennek az ikonikus járműnek az örökségét. Ez az autó ma is megtekinthető a Varsói Felkelés Múzeumában, ahol sok látogató csodálhatja meg ezt a különleges darabot.
Lengyelországban nemcsak történelmi szempontból van jelen a Chevrolet márka. 2007 és 2011 között az FSO üzemében gyártották a Chevrolet Aveo-t, amely mind hatchback, mind sedan karosszériával elérhető volt. Ez idő alatt körülbelül 60 000 autót értékesítettek Chevrolet márkájú gépkocsiként Lengyelországban.
Oroszország
A General Motors (GM) és az orosz AvtoVAZ közötti együttműködés, amely 2001-ben indult, jelentős hatással volt az orosz autóipar fejlődésére. Az együttműködés célja az volt, hogy a Chevrolet Niva, egy kifejezetten az orosz piacon és körülmények között tervezett SUV, megjelenjen a piacon. Az évek során a GM-AvtoVAZ közös vállalkozás számos más modell előállításában is részt vett, de 2019 végén a GM eladta részesedését az AvtoVAZ-nak, ezzel véget vetve a több mint másfél évtizedes partnerségnek.
A GM-AvtoVAZ közös vállalkozás alapvetően arra törekedett, hogy kihasználja az orosz piac sajátosságait. A Chevrolet Niva volt az első termékük, amely nemcsak nagy népszerűségnek örvendett, hanem sikeresen alkalmazkodott az orosz utak és éghajlat viszontagságaihoz. A közös vállalkozás lehetővé tette a helyi gyártás növelését és a munkahelyek teremtését Oroszországban. Az AvtoVAZ-nak tett lépései mellett a GM 2008-ban megnyitotta a GM Avto gyárat Szentpéterváron. Ez a gyár 2012-ben korszerűsítésen esett át, és több sikeres modellt gyártott, például az Opel Antara-t és a Chevrolet Cruze-t. Sajnos a gyártás 2015 júliusában leállt, miután a Chevrolet kivonult az orosz piacról.
A Chevrolet márka Oroszországban több gyártási helyszínen is jelen volt. A második generációs Chevrolet Aveo például egy másik orosz partnerrel, a GAZ-zal közösen készült Nyizsnyij Novgorodban. Ezenkívül Kalinyingrádban is működött egy üzem (Avtotor), ahol olyan modellek készültek, mint a Lacetti és az Orlando. 2017 végére a Chevrolet Tahoe, Camaro és Corvette márkák hivatalosan is elérhetővé váltak az orosz piacon. Azonban 2022 első negyedévében már két különböző értékesítési csatorna működött: az egyik közvetlenül a General Motors által irányított csatorna volt, míg a másik tömegesen előállított Chevrolet-járműveket kínált uzbeki partnercégek révén.
Az orosz autópiac számára komoly kihívást jelentett a 2022 áprilisi szankciók bevezetése, amelyek következtében mindkét értékesítési csatorna leállította tevékenységét Oroszországban. Ezek az események rávilágítottak arra, hogy milyen mértékben függnek az iparág szereplői globális gazdasági kapcsolatoktól.
Argentína
A General Motors de Argentina 1924-es megalapítása óta a Chevrolet járművek nemcsak a közlekedési lehetőségeket bővítették, hanem fontos szerepet játszottak az argentin gazdaságban is.
A Chevrolet Double Phaeton modellek 1924-es importálása után hamar népszerűvé váltak az argentin piacon. Az igények növekedése arra ösztönözte a General Mortors-t, hogy 1925-ben helyi gyártásba kezdjen. Az első modellek között volt egy sedan, egy roadster és egy teherautó-váz, amelyek közül kiemelkedett az "Especial Argentino", amely kifejezetten az argentin piacra készült. A gyártás bővítése lehetővé tette más GM márkák, például az Oldsmobile és Pontiac modellek összeszerelését is.
A második világháború kitörése komoly kihívások elé állította a vállalatot. 1941-re elérték a 250,000-es termelési számot, de a háborús termékhiány miatt le kellett állítaniuk a járműgyártást. A háború után azonban GM újraindította működését, és különböző modelleket kezdett gyártani, köztük az Oldsmobile-t és Pontiacot.
1959-ben jelentős bővítésre került sor, amely lehetővé tette különböző járművek gyártását. Az első argentin Chevrolet pick-up bemutatása 1960-ban történt meg. Két évvel később egy ambiciózus tervet fogadtak el, amelynek célja a helyi gyártás növelése volt. 1962-ben készült el az első Chevrolet 400 modell, amely szorosan kapcsolódott az észak-amerikai Chevy II-hez. A '70-es évek közepére azonban GM piaci részesedése drasztikusan csökkent: 1976-ban még 9%-os részesedéssel rendelkezett, de 1978-ra ez lecsökkent mindössze 2%-ra. Ekkor döntöttek úgy, hogy leállítják argentin működésüket.
A Chevrolet védjegy újra megjelent Argentínában 1985-ben, amikor ismét pick-upokat kezdtek gyártani. Az igazi újjáéledés azonban 1995-ben következett be egy új üzem felépítésével Rosario közelében, ahol Opel-alapú Chevrolet Corsák és Suzuki-alapú Grand Vitara modellek készültek export célokra.
2010-re a kínálat nagyrészt GM Korea alapú autókra épült, amelyekkel együtt bemutatták a brazil Chevrolet Prismát is. Ezzel párhuzamosan GM alkalmazkodott a helyi piaci igényekhez és versenyhelyzethez, ami tovább erősítette pozícióját Dél-Amerikában.
Brazília
A Chevrolet Opala bemutatkozása Brazíliában az 1960-as évek végén kezdődött, amikor az Opel Rekord és az amerikai Chevrolet Nova alapjaira építették. Az Opala 1990-ig gyártásban maradt, amikor is az Opel Omega egy változata váltotta fel. A modell népszerűsége részben a teljesítményének köszönhető: az alapváltozat 151-es négyhengeres motorral rendelkezett, amely 82 lóerőt és 143.2 lb-ft nyomatékot biztosított. A csúcsmodell, az Opala SS, pedig egy GM 250-S sorhatos motorral volt felszerelve, amely 171 lóerőt és 278.5 lb-ft nyomatékot produkált. Az Opala kiemelkedő teljesítménye lehetővé tette számára, hogy rekordokat döntögessen: 1976-ban a dél-amerikai sebességi rekordot állította fel 118.36 mph (190.47 km/h) sebességgel, megelőzve olyan járműveket mint a Puma GTB vagy a Dodge Charger R/T.
A Chevrolet Corsa sedan a kilencvenes évek elején került be a brazil piacra, és hamar népszerűvé vált praktikus kialakítása és megbízhatósága révén. A Corsa különböző változatai közül kiemelkedik a "B" alapú Celta, amelyet Argentínában Suzuki márkanév alatt forgalmaztak. A Corsa szintén hozzájárult ahhoz, hogy a Chevrolet neve összekapcsolódjon a kisautók világával Brazíliában. Brazíliában a Chevrolet termékpalettája széleskörűen terjedt el, beleértve olyan modelleket is mint az Astra és a Vectra, amelyek kizárólagos brazil tervezésűek voltak. Az aktuális kínálatban megtalálhatóak olyan népszerű modellek is mint a Cruze vagy az Onix.
Chile
Chilében a Chevrolet gyártása 1962-ben kezdődött, kezdetben helyi partnereken keresztül. Az Avayu vállalat például a Nova II modellt gyártotta. Az 1975 és 1988 között gyártott Chevrolet C/K teherautók szintén jelentős szerepet játszottak a márka helyi népszerűségében. A chilei piacon elérhető Chevrolet modellek egyedülálló keveréket alkotnak, hiszen az Egyesült Államokból, Koreából, Mexikóból, Indiából és más országokból származnak. E sokszínűség lehetővé teszi a vásárlók számára, hogy széles választék közül választhassanak.
Ecuador
Ecuadorban a Chevrolet már 80 éve van jelen. A GM Ecuador nemcsak az Egyesült Államokból származó modelleket forgalmazza, hanem koreai gyártású autókat is kínál. Érdekes módon az 1983-as Suzuki Supercarry-t is Chevrolet néven árusítják. Az Isuzu Rodeo pedig a '90-es évek során Chevrolet Rodeo néven volt ismert. Az ecuadori piacon való jelenlét folyamatosan bővül, így a márka jelentős részesedést tudhat magáénak.
Venezuela
Venezuelában a Chevrolet története 1948-ra nyúlik vissza, amikor a teherautók gyártása Caracasban megkezdődött. 1979-ben a termelés átköltözött egy Valencia városában található üzembe, amelyet korábban a Chrysler birtokolt. Az első 50 év alatt több mint 1,5 millió járművet szereltek össze Venezuelában. A helyi gyártás nemcsak gazdasági előnyöket biztosított, hanem hozzájárult ahhoz is, hogy a Chevrolet márka mélyen beágyazódjon az ország kultúrájába.
Kolumbia
A piacvezető Kolumbiában az Automotive Factory SA (Colmotores) 1956-ban alakult meg. Kezdetben Austin autókat állítottak elő, majd később Simca és Dodge modellek következtek. 1980 óta azonban a Chevrolet modellek gyártása lett a középpontban. Jelenleg Colmotores több mint 75%-os részesedéssel bír a hazai piacon, főként GM Korea és Suzuki modellek révén. Különösen népszerűek az Aveo, Optra és Spark modellek.
Trinidad és Tobago
Az 1920-as években jelentek meg a Chevrolet autók és teherautók Trinidadban és Tobagóban, ahol a Neal and Massey nevű helyi kereskedő forgalmazta őket. Az első modellek között a Master Deluxe Sedan kiemelkedett luxusával, amelyet abban az időszakban a legmagasabb színvonalú autónak tartottak. Az importált járművek jobb oldali kormányos kivitelben készültek, mivel ezek Kanadából és Ausztráliából érkeztek.
A második világháború után az 1940-es és 1950-es években a Chevrolet továbbra is erős piaci jelenléttel bírt Trinidadban. A Bel Air, Impala és Fleetline modellek nemcsak népszerűséget hoztak a márkának, hanem hozzájárultak ahhoz is, hogy Trinidad autós kultúrája fejlődjön. Ezek az autók nemcsak megbízhatóságukkal tűntek ki, hanem stílusukkal is lenyűgözték a vásárlókat.
A késői 1960-as években és az 1970-es évek elején új járművekkel bővült a Chevrolet kínálata Trinidadban. Az ausztrál Holden DeVilles Chevrolet Caprice-ként kerültek forgalomba, miközben néhány „Islander” limitált kiadású amerikai Chevrolet Caprice is megérkezett. Azonban 1974-ben Neal and Massey feladta GM franchise-át, ami azt jelentette, hogy a Chevrolet elhagyta a trinidadi piacot
A Chevrolet márka csak később tért vissza Trinidadba. Az 1998 és 2001 közötti időszakban a Southern Sales Ltd. importálta a Chevy Monza-t és Joy-t. Ezek az autók az Opel Corsa platformjára épültek és Mexikóban készültek. Sajnos azonban alacsony építési minőségük és gyenge szervizszolgáltatásuk miatt ezeket az autókat hamarosan kivonták a piacról.
A következő próbálkozásra 2003-ban került sor, amikor egy helyi Renault kereskedő bevezette az Aveo sedan-t és hatchback-et, valamint az Optra sedan-t (amely egy Suzuki Forenza rebadged változata volt). Bár ezeknek korlátozott sikerük volt, egy új kereskedő, a Lifestyle Motors sikeresebb marketingkampányt indított. A Lifestyle Motors alatt elérhető modellek között szerepelt többek között a Chevrolet Colorado (Isuzu D-Max ikertestvére), Spark (a Daewoo Matiz alapjaira épülő mikroautó), valamint az Optra sedan és hatchback modellek. Kiemelkedően sikeres volt a Cruze bevezetése is 2011 márciusában, amely egy híd szerepet töltött be az Optra és Epica modellek között.

## Sport
A Chevrolet mindig is a motorsport egyik legnagyobb szószólója volt, versenyezve a világ legkülönbözőbb eseményein. Az amerikai autógyártó különösen jól ismert a NASCAR, IndyCar és FIA World Touring Car Championship (WTCC) bajnokságokban végzett teljesítményéről
NASCAR
A NASCAR világában a Chevrolet dominál, hiszen több mint 39 gyártói címet nyert el, ezzel megdöntve minden más gyártó rekordját. A major csapatok között említhetjük a Hendrick Motorsports-t, a Richard Childress Racing-et és a Trackhouse Racing Team-et, akik mind Chevrolet Camaro ZL1 1LE autókkal versenyeznek. A Hendrick Motorsports már tizenkét bajnoki címet tudhat magáénak, míg a Childress Racing hatot nyert el. A NASCAR Cup Series-ben jelenleg használt Camaro ZL1 1LE mellett az Xfinity sorozatban Camaro SS-t használnak, míg a Craftsman Truck Series csapatai Silverado modellekkel állnak rajthoz. A Chevrolet története során több ikonikus modellt is bevetett a versenyeken, köztük az Impala-t és az SS-t.
IndyCar
A Chevy sikerei nem érnek véget a NASCAR-nál; az IndyCar-ban is kiemelkedő teljesítményt nyújtott. Az amerikai márka hat egymást követő Indianapolis 500 győzelmet ünnepelt 1986 és 1993 között, valamint öt egymást követő CART világbajnoki címet is bezsebelt. Olyan legendás versenyzők vezették autóikat, mint Rick Mears és Al Unser Jr. Miután 2005-ben kivonultak az IndyCar-ból, 2012-ben visszatértek, hogy újra megkezdjék a versenyzést. Számos neves csapat – mint például a Team Penske és Chip Ganassi Racing – választotta Chevyt motorjaiként. Azóta számos versenyt nyertek meg, beleértve a 2013-as és 2015-ös Indianapolis 500-at.
Tudor United SportsCar Championship
A Corvette Racing csapata régóta jelen van az amerikai motorsport színpadán. Az ALMS GT1 kategóriájában nyolc egymást követő gyártói és csapatbajnoki címet nyertek el. A Corvette nemcsak az Egyesült Államokban, hanem világszerte is megméretteti magát – például a híres Le Mans-i 24 órás versenyen.
FIA World Touring Car Championship
2005-ben, amikor újra bevezették a Chevrolet márkát Európában, részt vettek WTCC-ban is egy Lacetti verzióval. A Cruze modellel később sikerült megnyerniük mind a vezetőknek, mind pedig a gyártóknak járó bajnoki címet 2010 és 2012 között.
Brit labdarúgás
A Chevrolet nemcsak az autósportban van jelen; jelentős szerepet játszik a sportpiacon is. Az angol Manchester United hivatalos autószponzorává vált 2012 májusában, majd főszponzorként is fellépett néhány évig. Ezen kívül Liverpool FC-vel is partnerséget alakított ki.

## Modellek
- Chevrolet 150 (1953-1957)
- Chevrolet 210 (1953-1957)

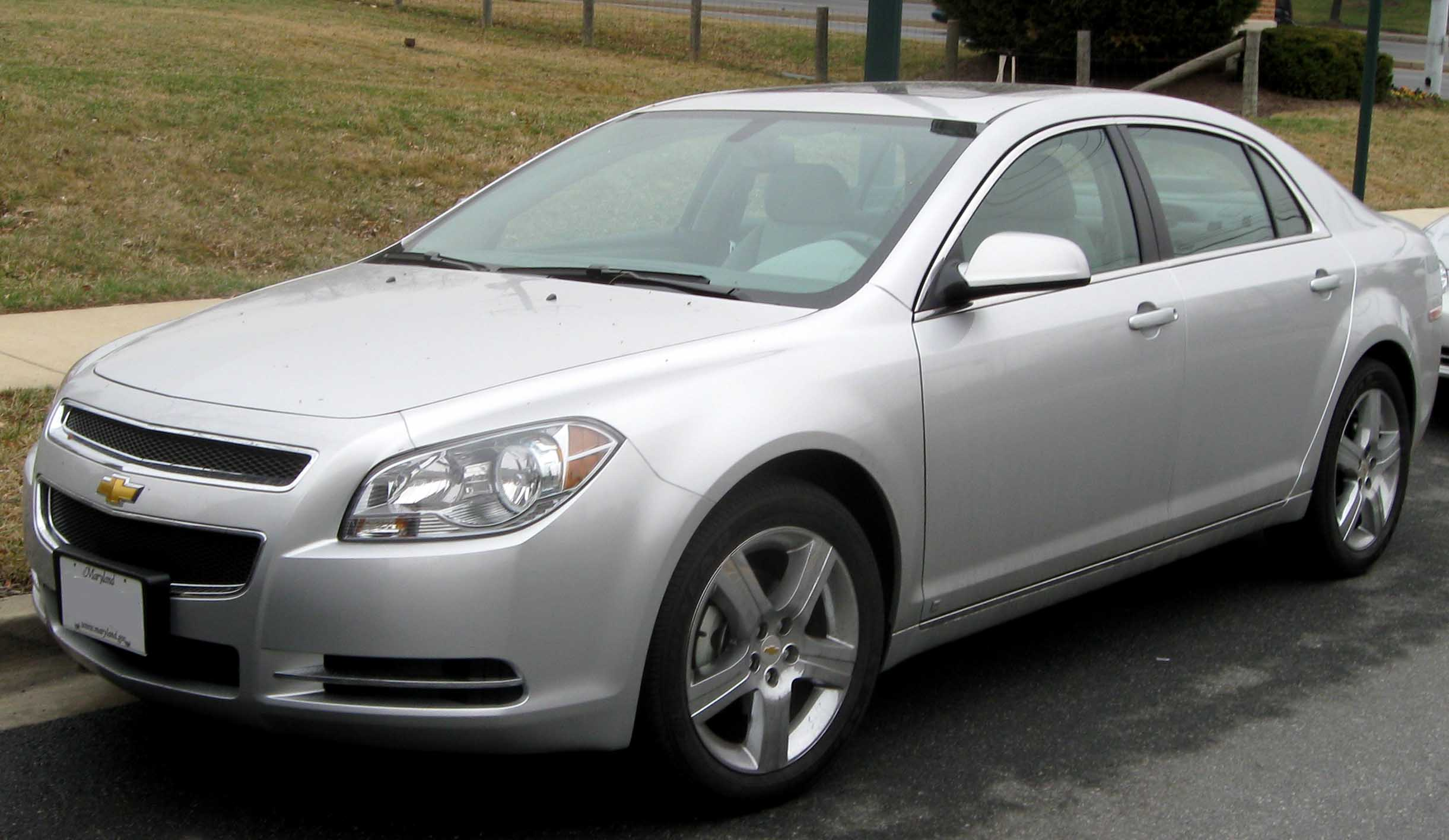
Chevrolet Malibu

- Chevrolet Avalanche (2002-napjainkig)
- Chevrolet Aveo (2006-2015)
- Chevrolet Bel Air (1953-1975)
- Chevrolet Beretta (1987-1996)
- Chevrolet Blazer K5 (1969-1994)
- Chevrolet Blazer S-10 (1983-2005)
- Chevrolet Camaro (1967-2002, 2009-napjainkig)
- Chevrolet Caprice (1966-1996)
- Chevrolet Cavalier (1982-2005)
- Chevrolet Captiva (2006-2015)
- Chevrolet Celebrity (1982-1990)
- Chevrolet Chevelle (1964-1977)
- Chevrolet Chevette (1976-1987)
- Chevrolet Citation (1980-1985)
- Chevrolet Cobalt ˙(2005-napjainkig)
- Chevrolet Colorado (2004-napjainkig)
- Chevrolet Corsica (1987-1996)
- Chevrolet Corvair (1960-1969)
- Chevrolet Corvette (1953-napjainkig)
- Chevrolet Equinox (2005-napjainkig)
- Chevrolet Impala (1958-1985,1994-1996,2000-napjainkig)
- Chevrolet HHR (2006-napjainkig)
- Chevrolet Lacetti (2004-2011)
- Chevrolet Lumina (1990-2001)
- Chevrolet Lumina APV (1990-1996)
- Chevriket Malibu (1964-1983,1997-napjainkig)
- Chevrolet Monte Carlo (1970-1988,1995-2007)
- Chevrolet Monza (1975-1980)
- Chevrolet Orlando(wd) (2010-napjainkig)
- Chevrolet Silverado (1999-napjainkig)
- Chevrolet Sonic (2011-napjainkig)
- Chevrolet SSR (2003-2006)
- Chevrolet Suburban (1933-napjainkig)
- Chevrolet Tahoe (1992-napjainkig)
- Chevrolet TrailBlazer (2002-2008)
- Chevrolet Traverse (2010-napjainkig)
- Chevrolet Trax (2012-napjainkig)
- Chevrolet Uplander (2005-2008)
- Chevrolet Vega (1971-1977)
- Chevrolet Venture (1997-2005)
- Chevrolet Volt (2010-napjainkig)

## Chevrolet gyártása az USA-n kívül
2005 óta a Daewoo modellek Chevrolet néven futnak Európában.
Európai modellek: Spark, Aveo, Trax, Orlando, Malibu, Nubira, Cruze, Captiva, Camaro, Lanos, Lacetti, Kalos, Matiz, Tacuma, Corvette, Epica.